# 堺市立第二工業高等学校
堺市立第二工業高等学校（さかいしりつ だいにこうぎょうこうとうがっこう）は、かつて大阪府堺市堺区にあった定時制の公立工業高等学校。

## 概要
定時制課程を単独で設置していた工業高校で、校舎は全日制課程の堺市立工業高等学校と同じ敷地を共有していた。機械科、建築科、自動車科の3学科を設置していた。2001年度入学生以降、入学時は総合募集をおこない、入学後にそれぞれの学科に分かれるシステムをとった。また2002年度からは通信制高校との併修によって3年間での卒業も可能となった。
2008年度に堺市立の高等学校4校を統合し、現在の堺市立工業高等学校・堺市立第二工業高等学校の敷地に全日制・定時制併設の「堺市立堺高等学校」を設置することになった。統廃合に伴い、新学校の「工学技術創造科」に教育機能が継承される。これに伴い堺市立第二工業高等学校は2008年度から生徒募集を停止し、在校生の卒業に伴い2011年3月に閉校した。

## 沿革
- 1905年8月 - 私立堺市教育会付属実業補習学校として、堺市櫛屋町東2丁（現・堺市堺区櫛屋町東2丁）に開校。
- 1935年10月 - 堺市立商工青年学校に改称。
- 1941年4月 - 堺市立実業学校に改称。
- 1944年4月 - 堺市立工業学校に改称。
- 1944年4月 - 現在地に移転。
- 1948年4月 - 学制改革により、堺市立工業高等学校となる。
- 1952年4月 - 定時制課程を全日制課程より分離独立、堺市立第二工業高等学校を設置。
- 2001年 - 総合募集とする。
- 2002年 - 3年で卒業できる制度を導入。
- 2008年 - 堺市立堺高等学校への統合に伴い、募集停止。
- 2011年2月26日 - 閉校記念式典を実施。
- 2011年3月31日 - 閉校。

## 交通
- JR西日本阪和線・南海高野線 三国ヶ丘駅下車、東500m。
- 南海高野線 百舌鳥八幡駅下車、北西へ約500m。